# Holomelina diminutiva
Holomelina diminutiva är en fjärilsart som beskrevs av Graef. 1887. Holomelina diminutiva ingår i släktet Holomelina och familjen björnspinnare. Inga underarter finns listade i Catalogue of Life.